# Juan Luis Kostner
Juan Luis Fernando Kostner Manríquez (Cauquenes, 21 de abril de 1952—Asunción, 16 de junio de 2012) fue un economista, ingeniero y empresario chileno, gerente general del Banco Sud Americano de su país por espacio de trece años.
Se formó en el Liceo Antonio Varas de la Barra de su ciudad natal y como ingeniero comercial con mención en economía en la Universidad de Concepción (1970-1975).
Se inició laboralmente en 1975, como asesor de la Subsecretaría de Economía. En 1976 pasó al Banco Central de su país, donde permaneció hasta 1978, periodo en el que le tocó participar en la reforma al comercio exterior, los procesos de liberalización cambiaria y del mercado de capitales local, impulsados por la dictadura militar de la época.
En 1978 emigró al sector privado, específicamente al Banco Sud Americano como asesor en materias de comercio internacional y cambios. Tras una estancia de dos años en la Universidad de Nueva York, Estados Unidos, donde obtendría un Maestría en Administración de Negocios (MBA), retornó a la entidad financiera, desarrollando una extensa carrera, que coronaría con la gerencia general entre los años 1986 y 1999.
En 2001 se integró a la consultora Gemines Management Consulting, filial de Gemines. Entre 2005 y 2007 laboró como líder de la reestructuración del Banco Sudameris, cuyo control había sido adquirido por Abbeyfield Financial Holdings.
En 2002-2004 y 2008-2009 retomó los estudios, esta vez en la Pontificia Universidad Católica, donde cursaría dos máster, uno en ciencias de la ingeniería y computación, y otro en ingeniería industrial, gestión de operaciones y finanzas.
Falleció el 16 de junio de 2012 en un parque de Asunción tras sufrir un infarto agudo de miocardio mientras trotaba.